# Zingiber paucipunctatum
Zingiber paucipunctatum är en enhjärtbladig växtart som beskrevs av Ding Fang. Zingiber paucipunctatum ingår i släktet Zingiber och familjen Zingiberaceae. Inga underarter finns listade i Catalogue of Life.